# Associazione Fascista Calcio Vicenza 1934-1935
Questa voce raccoglie le informazioni riguardanti l'Associazione Fascista Calcio Vicenza nelle competizioni ufficiali della stagione 1934-1935.

## Rosa
| N. |                   | Ruolo | Calciatore          |
| -- | ----------------- | ----- | ------------------- |
|    | Italia (bandiera) | C     | Bruno Anzolin       |
|    | Italia (bandiera) | D     | Luigi Busato        |
|    | Italia (bandiera) | C     | Bruno Camolese      |
|    | Italia (bandiera) |       | Giovanni Castegnaro |
|    | Italia (bandiera) | A     | Giuseppe Cesaro     |
|    | Italia (bandiera) | D     | Luigi Dal Maschio   |
|    | Italia (bandiera) | D     | Lionello Filippi    |
|    | Italia (bandiera) |       | Oscar Fraresso      |
|    | Italia (bandiera) | C     | Armando Frigo       |
|    | Italia (bandiera) | C     | Enrico Galla        |
|    | Italia (bandiera) | C     | Sereno Gianesello   |
|    | Italia (bandiera) | C     | Silvio Griggio (II) |
|    | Italia (bandiera) |       | Guido Libondi       |

| N. |                   | Ruolo | Calciatore         |
| -- | ----------------- | ----- | ------------------ |
|    | Italia (bandiera) | A     | Romeo Menti        |
|    | Italia (bandiera) | A     | Umberto Menti      |
|    | Italia (bandiera) | D     | Tiziano Morando    |
|    | Italia (bandiera) | C     | Gino Pasin         |
|    | Italia (bandiera) |       | Giuseppe Pasini    |
|    | Italia (bandiera) | C     | Benvenuto Ronzani  |
|    | Italia (bandiera) | C     | Mariano Rossi      |
|    | Italia (bandiera) | C     | Remigio Scavazza   |
|    | Italia (bandiera) | A     | Giovanni Sorio     |
|    | Italia (bandiera) | A     | Pietro Spinato     |
|    | Italia (bandiera) |       | Mario Todescato    |
|    | Italia (bandiera) |       | Domenico Zaramella |
|    | Italia (bandiera) | P     | Mario Zorzan       |

## Risultati

### Serie B

#### Girone B

##### Girone di andata
| Arbitro: | Gonani (Ravenna) |

|                   |           |              |
| Camolese 15’, 89’ | Marcatori | 6’ Gagliardi |

| Bergamo 7 ottobre 1934 2ª giornata | Atalanta | 2 – 0 | Vicenza |  |

| Vicenza 14 ottobre 1934 3ª giornata | Vicenza            | 0 – 0 referto | Pistoiese | \| Arbitro: \| Carminati (Milano) \| |
| Arbitro:                            | Carminati (Milano) |               |           |                                      |

| Arbitro: | De Jurco (Trieste) |

|             |           |            |
| Spinato 52’ | Marcatori | 23’ Varoli |

| Arbitro: | Bennati (Taranto) |

|              |           |                           |
| Dapas Giurin | Marcatori | ?’ (aut.) Favero Camolese |

| Arbitro: | Bartolini (Pisa) |

|                        |           |          |
| Menti Mattei ?’ (aut.) | Marcatori | Battioni |

| Arbitro: | Mazzarini (Roma) |

|              |           |             |
| Camolese 60’ | Marcatori | 13’ Alfonsi |

| Arbitro: | Tiberio (Gorizia) |

|        |           |         |
| Brenco | Marcatori | Spinato |

| Arbitro: | Carletti (Ancona) |

|       |           |           |
| Sorio | Marcatori | Bianchi I |

| Cremona 23 dicembre 1934 10ª giornata | Cremonese | 1 – 0 | Vicenza |  |

| Como 6 gennaio 1935 11ª giornata | Comense | 1 – 0 | Vicenza |  |

| Vicenza 13 gennaio 1935 12ª giornata | Vicenza | 1 – 0 | Venezia |  |

| Foggia 20 gennaio 1935 13ª giornata | Foggia | 5 – 0 | Vicenza |  |

| Bari 27 gennaio 1935 14ª giornata | Bari | 5 – 0 | Vicenza |  |

| Vicenza 3 febbraio 1935 15ª giornata | Vicenza | 3 – 0 | Modena |  |

##### Girone di ritorno
| Arbitro: | Guarnieri (Bologna) |

|         |           |  |
| Pastore | Marcatori |  |

| Arbitro: | Scotto (Savona) |

|                       |           |                  |
| Camolese Gianesello I | Marcatori | ? Gianesello III |

| Arbitro: | Caironi (Milano) |

|                           |           |                          |
| Turchi Cavazza ?’, ?’, ?’ | Marcatori | Menti ?’ (rig.) Camolese |

| Ferrara 10 marzo 1935 19ª giornata | SPAL | 2 – 1 | Vicenza |  |

| Arbitro: | Corradini (Bologna) |

|         |           |  |
| Spinato | Marcatori |  |

| L'Aquila 31 marzo 1935 21ª giornata | Aquila | 2 – 0 | Vicenza |  |

| Arbitro: | Bartolini (Pisa) |

|         |           |  |
| Benelle | Marcatori |  |

| 14 aprile 1935 23ª giornata | Vicenza | – n.d. | Grion Pola |  |

| Verona 21 aprile 1935 24ª giornata | Verona | 1 – 0 | Vicenza |  |

| Vicenza 28 aprile 1935 25ª giornata | Vicenza | 1 – 0 | Cremonese |  |

| Arbitro: | Salvagno (Trieste) |

|                |           |  |
| Cesaro Spinato | Marcatori |  |

| Arbitro: | Ronzio (Roma) |

|                         |           |       |
| Gorini ?’ (rig.) Gregar | Marcatori | Menti |

| Vicenza 19 maggio 1935 28ª giornata | Vicenza | 2 – 0 | Foggia |  |

| Arbitro: | Mattea (Torino) |

|              |           |                |
| Cesaro Pasin | Marcatori | Rossini Masera |

| Modena 2 giugno 1935 30ª giornata | Modena | 1 – 0 | Vicenza |  |

## Statistiche

### Statistiche di squadra
| Competizione       | Punti | In casa | In casa | In casa | In casa | In casa | In casa | In trasferta | In trasferta | In trasferta | In trasferta | In trasferta | In trasferta | Totale | Totale | Totale | Totale | Totale | Totale | DR  |
| Competizione       | Punti | G       | V       | N       | P       | Gf      | Gs      | G            | V            | N            | P            | Gf           | Gs           | G      | V      | N      | P      | Gf     | Gs     | DR  |
| ------------------ | ----- | ------- | ------- | ------- | ------- | ------- | ------- | ------------ | ------------ | ------------ | ------------ | ------------ | ------------ | ------ | ------ | ------ | ------ | ------ | ------ | --- |
| Serie B - girone B | 22    | 14      | 8       | 5       | 1       | 21      | 10      | 14           | 0            | 1            | 13           | 6            | 30           | 28     | 8      | 6      | 14     | 27     | 40     | -13 |

### Statistiche dei giocatori
| Giocatore       | Serie B  | Serie B |
| Giocatore       | Presenze | Reti    |
| --------------- | -------- | ------- |
| B. Anzolin      | 5        | 0       |
| L. Busato       | 1        | 0       |
| B. Camolese     | 28       | 7       |
| G. Castegnaro   | 1        | 0       |
| G. Cesaro       | 28       | 7       |
| L. Dal Maschio  | 19       | 0       |
| L. Filippi      | 24       | 0       |
| O. Fraresso     | 3        | 0       |
| A. Frigo        | 5        | 0       |
| E. Galla        | 22       | 0       |
| S. Gianesello   | 4        | 1       |
| . Giordan       | 1        | 0       |
| S. Griggio (II) | 27       | 0       |
| G. Libondi      | 1        | 0       |
| U. Menti        | 23       | 3       |
| T. Morando      | 13       | 0       |
| G. Pasin        | 3        | 1       |
| G. Pasini       | 2        | 0       |
| B. Ronzani      | 5        | 0       |
| M. Rossi        | 21       | 2       |
| R. Scavazza     | 4        | 1       |
| G. Sorio        | 12       | 2       |
| P. Spinato      | 24       | 4       |
| M. Todescato    | 3        | 0       |
| D. Zaramella    | 13       | 0       |
| M. Zorzan       | 27       | -?      |